# Ри (кантон)
Ри (фр. Ryes) — упраздненный кантон во Франции, находился в регионе Нижняя Нормандия. Департамент кантона — Кальвадос. Входил в состав округа Байё. Население кантона на 2006 год составляло 11 644 человек.
Код INSEE кантона 1428. Всего в кантон Ри входило 25 коммун, из них главной коммуной являлась Ри.

## Коммуны кантона
- Арроманш-ле-Бен — население 602 чел.
- Анель — население 589 чел.
- Банвиль — население 612 чел.
- Базанвиль — население 145 чел.
- Коломбье-сюр-Сёль — население 164 чел.
- Ком — население 411 чел.
- Крепон — население 209 чел.
- Эске-сюр-Сёль — население 345 чел.
- Грей-сюр-Мер — население 644 чел.
- Ле-Мануар — население 198 чел.
- Лонг-сюр-Мер — население 686 чел.
- Маньи-ан-Бессен — население 135 чел.
- Манвьё — население 112 чел.
- Мёвен — население 142 чел.
- Пор-ан-Бессен-Юппен — население 1958 чел.
- Ри — население 474 чел.
- Сен-Ком-де-Френе — население 219 чел.
- Сент-Круа-сюр-Мер — население 220 чел.
- Соммервьё — население 967 чел.
- Тьерсвиль — население 159 чел.
- Траси-сюр-Мер — население 308 чел.
- Во-сюр-Ор — население 305 чел.
- Вер-сюр-Мер — население 1508 чел.
- Вьен-ан-Бессен — население 247 чел.
- Вилье-ле-Сек — население 285 чел.